# Maurice Caullery
Maurice Jules Gaston Corneille Caullery (ur. 5 września 1868 w Bergues, zm. 13 lipca 1958 w Paryżu) – francuski biolog i parazytolog.

## Życiorys
W latach 1896–1900 profesor Uniwersytetu w Lyonie, następnie od 1900 w Marsylii, od 1903 do 1940 w Paryżu, tamże od 1909 kierownik Laboratorium Ewolucji Organizmów Żywych. W jego głównych obszarach zainteresowań leżały pasożytnictwo oraz badania morskich bezkręgowców.
Członek Akademii Francuskiej od 1928, Royal Society of Edinburgh od 1930, Royal Society od 1948. Komandor Legii Honorowej, Komandor Orderu Świętego Jakuba od Miecza, Komandor Orderu Leopolda.